# Marian Gołębiewski
Marian Gołębiewski, né le 22 septembre 1937 à Trzebuchów en Pologne et mort le 11 mars 2024, est un évêque catholique polonais, archevêque de Wrocław de 2004 à 2013.

## Biographie
Il est ordonné prêtre pour le diocèse de Włocławek le 24 juin 1962.
Le 20 juillet 1996, Jean-Paul II le nomme évêque de Koszalin-Kołobrzeg. Il est consacré le 31 août suivant par Józef Kowalczyk, nonce apostolique en Pologne.
Le 3 avril 2004 il est transféré à Wrocław où il succède au cardinal Henryk Roman Gulbinowicz qui se retire ayant atteint l'âge de 80 ans.
Il se retire en 2013 ayant atteint la limite d'âge.

## Abus sexuels sur mineurs
En août 2021, Marian Golebiewski est sanctionné par l’Église catholique pour avoir couvert des abus sexuels sur mineurs de 1996 à 2013.